# 保罗·朗格
保罗·朗格（德語：Paul Lange，1931年2月6日—2016年3月15日），德国男子皮划艇运动员。他曾代表德国联队参加1960年夏季奥林匹克运动会皮划艇比赛，获得男子单人皮艇4×500米接力金牌。